# オスカー・ベレギ・ジュニア
オスカー・ベレギ・ジュニア（Oscar Beregi, Jr.、1918年5月12日 - 1976年11月1日）はハンガリー出身の俳優。父のオスカー・ベレギ・シニアも俳優。

## 出演作品
- トワイライト・ゾーン